# Benjamin Woolley
Benjamin Woolley es un autor, periodista y presentador de televisión.

## Libros
- Woolley, Benjamin (2007). Savage kingdom: The true story of Jamestown, 1607, and the settlement of America (1st edición). Nueva York: HarperCollins. ISBN 978-0-06-009056-2. OCLC 122571096. LCC F234.J3 W66 2007.
- Woolley, Benjamin (2005) [2004]. The herbalist : Nicholas Culpeper and the fight for medical freedom. Londres: Harper Perennial. ISBN 978-0-00-712658-3. OCLC 61476864. LCC RS164.C89 W635 2004.
- Woolley, Benjamin (2001). The Queen's conjuror : the life and magic of Dr. Dee, adviser to Queen Elizabeth I (1st edición). Nueva York: Henry Holt. ISBN 978-0-8050-6509-1. OCLC 45376415.
- Woolley, Benjamin (2002) [1999]. The bride of science : romance, reason, and Byron's daughter. New York : London: McGraw-Hill. ISBN 978-0-07-138860-3. OCLC 59421218.
- Woolley, Benjamin (1993) [1992]. Virtual worlds : a journey in hype and hyperreality. Londres: Penguin. ISBN 978-0-14-015439-9. OCLC 475636749. LCC BD331 .W866 1992.

## TV programas
Woolley presentó Games Britannia, un documental sobre la pintura An Experiment on a Bird in the Air Pump para BBC Four, y un episodio de The Late Show, Libraries and Civilization. Junto con Martyn Ives, David H. Levy, y David Taylor, Woolley ganó en 1998 News & Documentary Emmy Award y el "Individual Achievement in a Craft, Writer" categoría para el guion del documental  3 Minutes to Impact producida por York Films para Discovery Channel.